# Тепехи-де-Родригес
Тепехи-де-Родригес (исп. Tepexi de Rodríguez) — небольшой город в Мексике, в штате Пуэбла, входит в состав одноименного муниципалитета и является его административным центром. Численность населения, по данным переписи 2020 года, составила 5703 человека.

## Общие сведения
Название Tepexi с языка науатль можно перевести как: сломанная скала.
Первое поселение было основано в доиспанский период народом пополоков. Оно располагалось у подножия скалы, в которой были вырезаны вертикальные ходы, ведущие на утёс, который возвышался над рекой Ахамильпа.
В колониальный период поселение было перенесено на современное месторасположение и стало энкомьендой.
В 1591 году началось строительство монастыря доминиканскими монахами.
В XVIII веке поселение было переименовано в Тепехи-де-ла-Седа, так как здесь занимались разведением тутового шелкопряда и получением шёлка (исп. seda).
В 1861 году поселению был присвоен статус вильи с названием Тепехи-де-Родригес, в честь полковника Пруденсио Родригеса.
Он расположен в 100 км к юго-востоку от столицы штата, города Пуэбла-де-Сарагоса, на региональной трассе 455.

## Палеонтология Тепекси: Галерея изображений

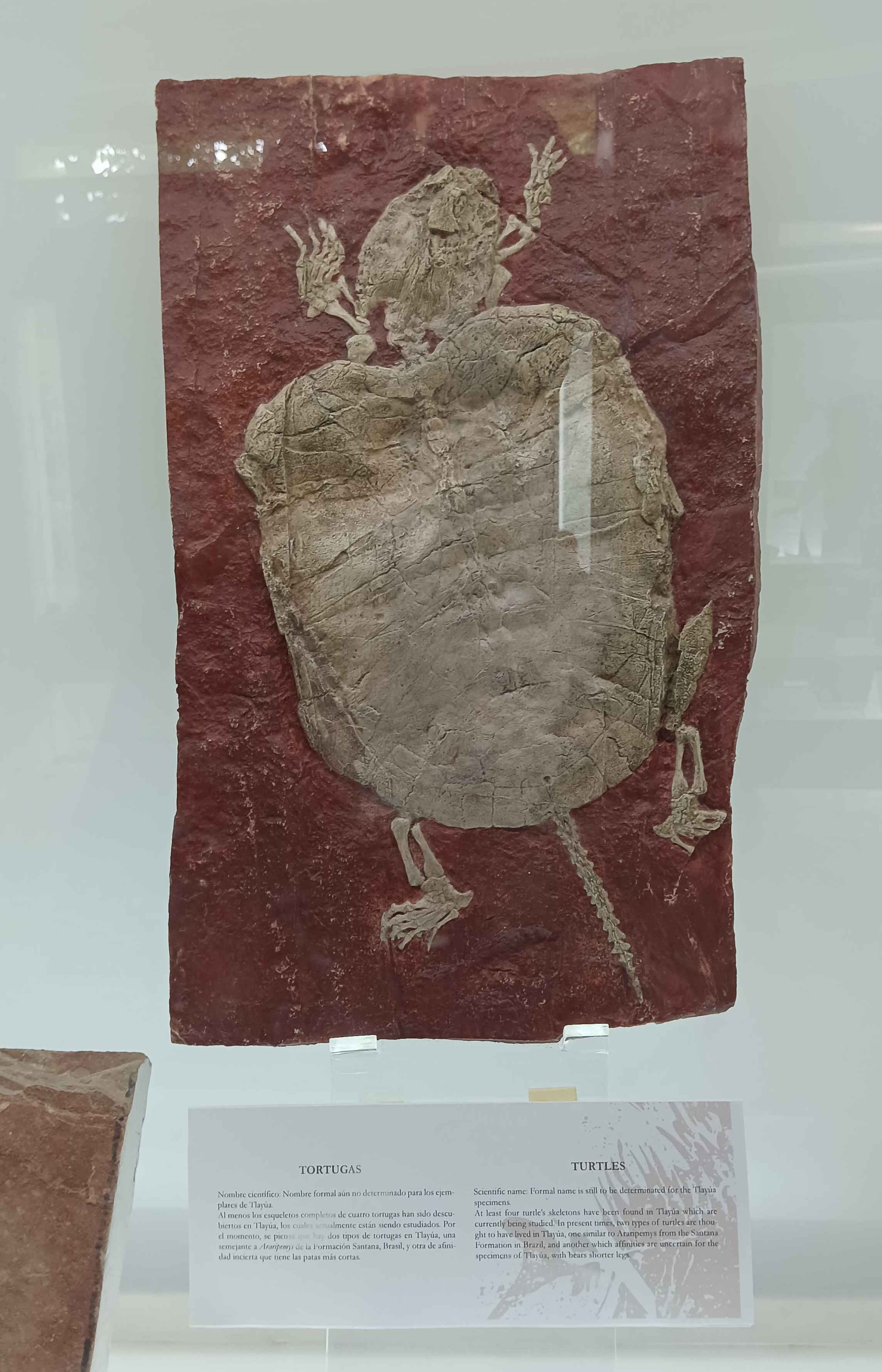
Окаменелая черепаха в музее Тепекси
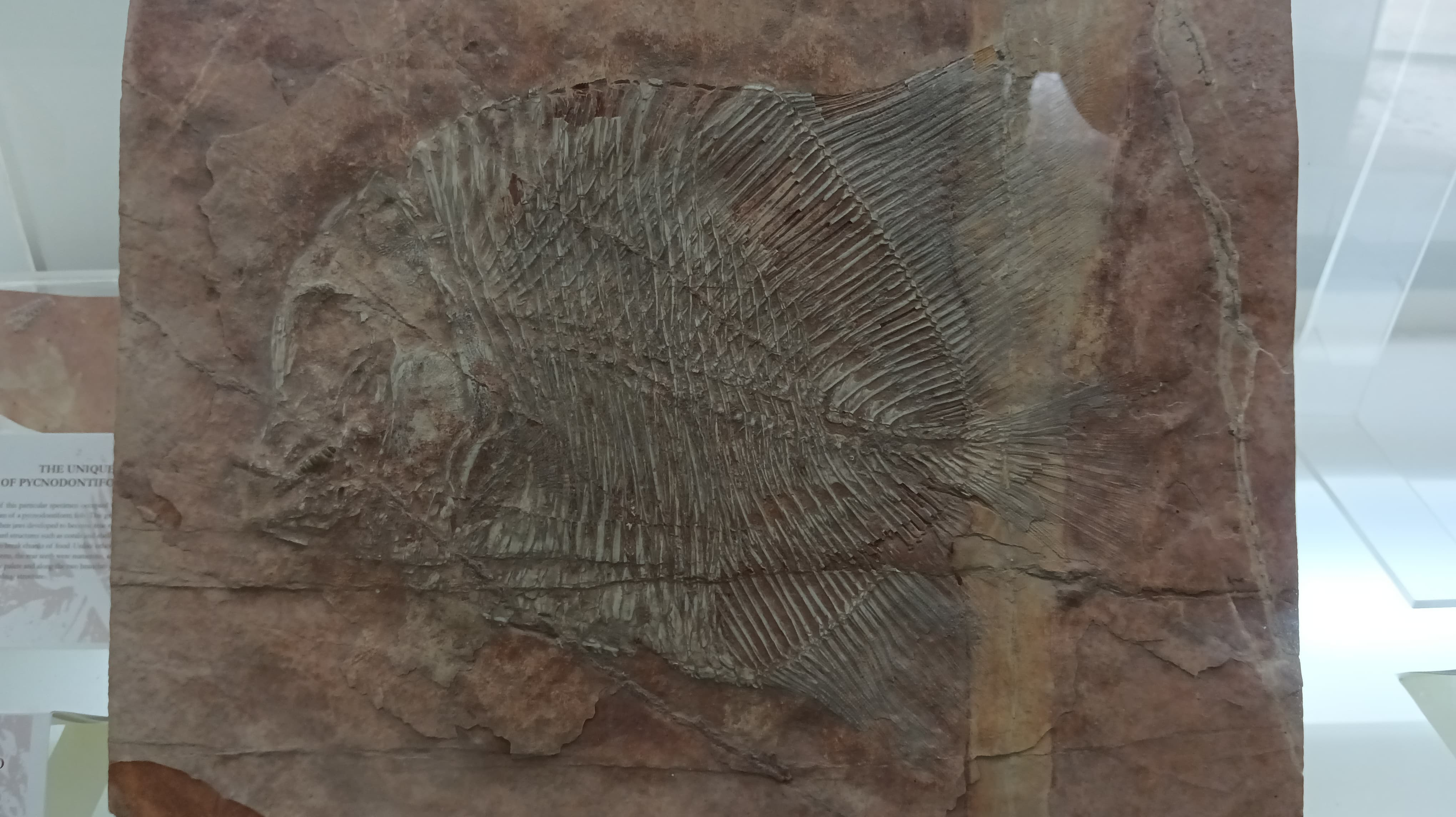
Окаменелая рыба в музее Тепекси
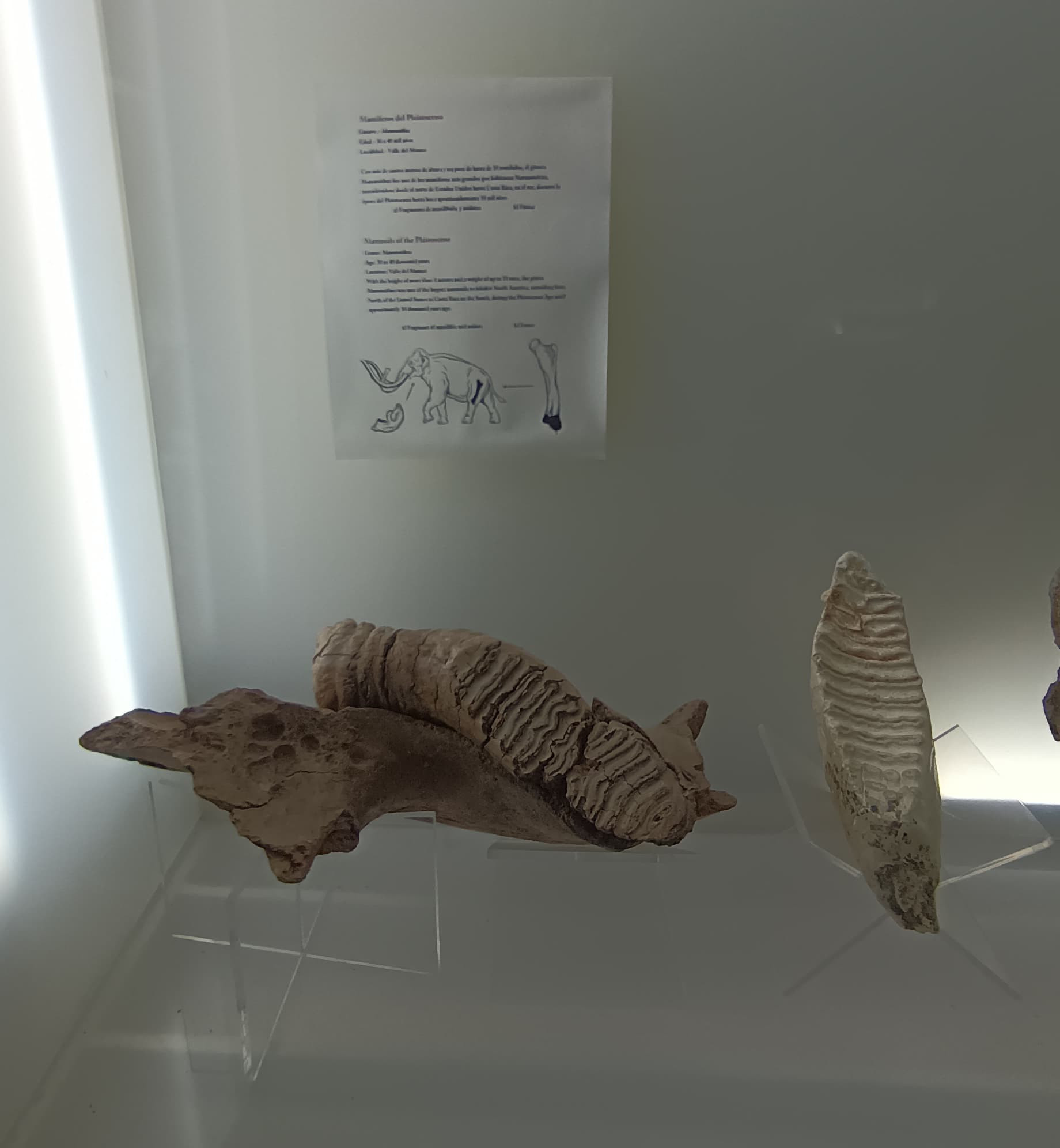
Окаменелый зуб млекопитающего в музее Тепекси
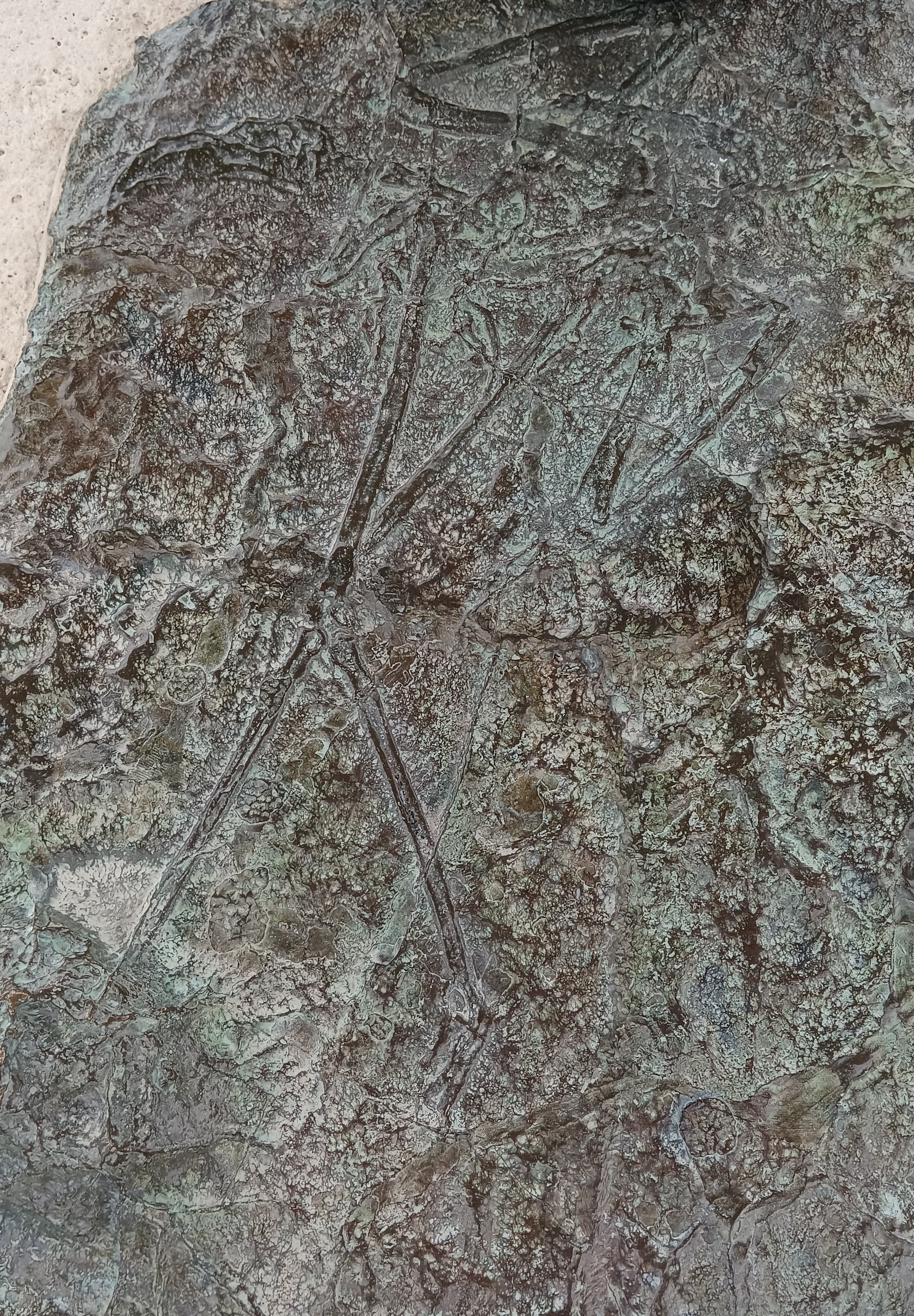
Медная форма окаменелого фламинго
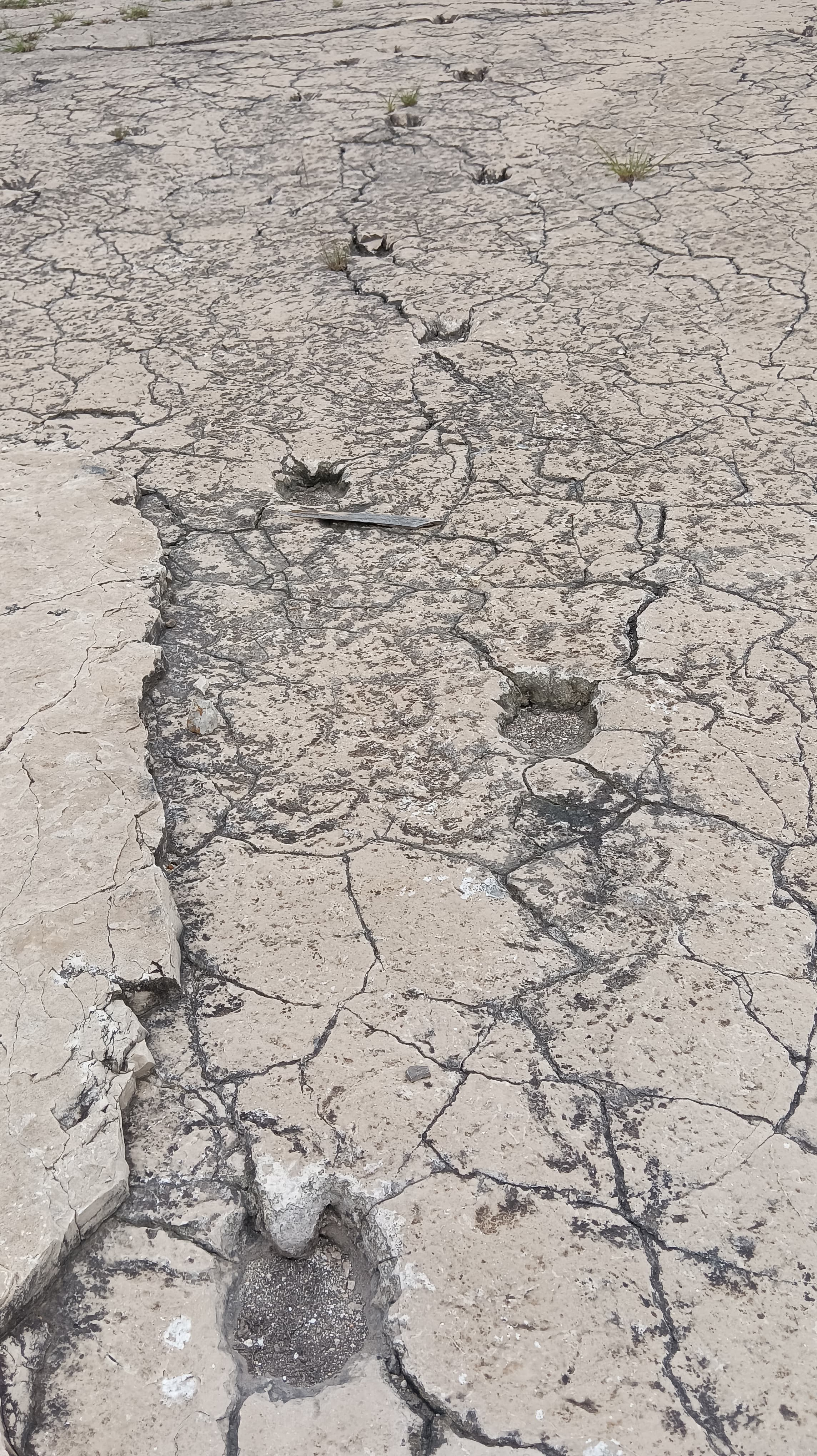
Ихниты верблюдовых и «коровьей ноги» в Тепекси (1)
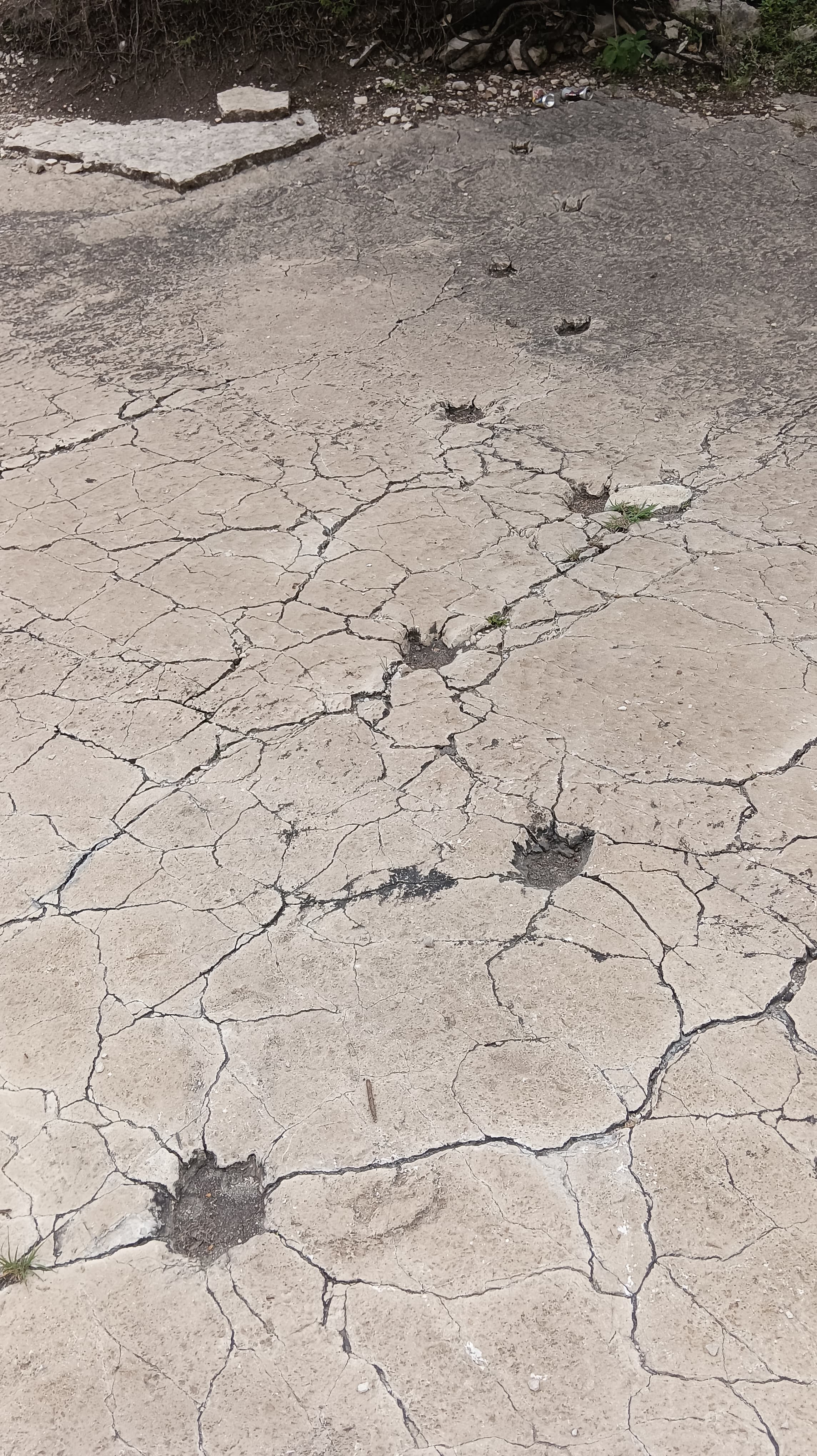
Ихниты верблюдовых и «коровьей ноги» в Тепекси (2)

## Население
| Год  | Численность | Численность |
| ---- | ----------- | ----------- |
| 2010 | 4933        | [ 7 ]       |
| 2020 | 5703        | [ 8 ]       |